# Mesochorus niger
Mesochorus niger is een vliesvleugelig insect (orde Hymenoptera) uit de familie van de gewone sluipwespen (Ichneumonidae). De wetenschappelijke naam van de soort werd in 1967 gepubliceerd door Kanetosi Kusigemati.

## Homoniemen
Voor Mesochorus niger (Dasch, 1974) zie Mesochorus elionae Kittel, 2016